# Объект 8М-906
Объект 8М-906  — опытный ходовой макет  боевой машины (лёгкого по массе плавающего танка/боевой разведывательной машины) на воздушной подушке, созданный в середине 1960-х годов на базе серийного плавающего танка ПТ-76. Выпущен в единственном экземпляре

## История создания
В 1961 году во ВНИИ-100 в 1959—1963 годах проводились масштабные исследования возможности и целесообразности применения воздушной подушки для сухопутных боевых машин. Два года спустя, в 1965 году, Челябинским тракторным заводом, четырьмя годами ранее создавшим также «Объект 760», на базе плавающего танка ПТ-76 был изготовлен ходовой макет боевой машины на воздушной подушке «Объект 8М-906». Подробности испытаний машины неизвестны, дальнейшего развития проект не получил.

## Описание конструкции
Подробности проекта «Объект 8М-906» в общедоступных источниках практически отсутствуют — известно лишь, что машина была реализована в металле, была выполнена на базе ПТ-76, имела массу 13,5 т (что на 0,5 т меньше массы базовой машины) и была оснащена воздушной подушкой. Хотя опубликованной информации о типе последней нет, очевидно, что она была камерной, поскольку воздушная подушка соплового типа требует специфическую компоновку шасси, значительно отличающуюся от таковой у ПТ-76 и другой серийной бронетехники.

### Сноски
1. 1 2 3 4 5 6 7 8 9 10 11 12  Показатели базового шасси, ПТ-76